# Recurveboog

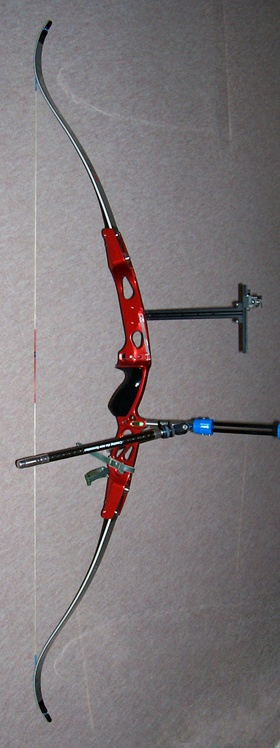
Een moderne recurveboog

De recurveboog is een boog die wordt gebruikt bij het boogschieten. De recurveboog dankt zijn naam aan zijn uiterlijke vorm. In tegenstelling tot de eenvoudige longbow, hebben de werparmen van een recurveboog uiteinden die van de boogschutter afbuigen (re-curve).

## Historie
Recurvebogen werden eeuwen geleden al gebruikt door onder andere de Scythen, Hyksos, Turken en Mongolen en Chinezen. Waarschijnlijk onder invloed van de Grieken en Feniciërs raakte de recurveboog ook in het Middellandse Zeegebied meer bekend. De boogschutters in het Romeins leger kenden ook al de kracht van de composietboog in recurvevorm, waarvan de uiteinden echter niet meebogen. Dit waren bogen met zogenaamde 'stijve oren'. 
In de middeleeuwen was de recurveboog vooral in de drogere delen van Europa meer in trek, in de nattere delen gaf men de voorkeur aan de longbow. Het waren vooral de Turken die het potentieel van de recurveboog lieten zien. De full working recurve (de boog in een boog) van de Turkse bogen heeft model gestaan voor de ontwikkeling van de moderne recurveboog. Was de recurveboog in het begin nog uit een stuk vervaardigd, vanaf 1972 schoot John Williams bij de herintroductie van de handboogsport op de Olympische Spelen in München met een driedelige (demontabele) recurveboog naar een gouden plak. De moderne recurveboog is sindsdien gemeengoed geworden.

## Bouw
Een moderne recurveboog is demonteerbaar en bestaat uit een middenstuk en twee werparmen of latten. De beide uiteinden van de werparmen worden (eventueel met behulp van een boogspanner) naar elkaar toegebracht en met elkaar verbonden door de pees, waardoor de werparmen onder spanning komen te staan. Hierdoor komt de pees ook onder spanning en kan de pees de opgeslagen energie, door het uittrekken van de boog onmiddellijk na de los, aan de pijl overdragen. Het middenstuk wordt gemaakt van hout, metaal of composietmateriaal. De werparmen zijn meestal opgebouwd uit laminaten; een aantal op elkaar gelijmde lagen in een combinatie van hout en kunststoffen, zoals glasfiber en carbon. Het hout in deze werparmen, de wooden core, bestaat uit superflex action wood, waarvan de houten strookjes qua nerfrichting om en om verlijmd zijn om torsie in de werparmen te voorkomen. Met name door bovengenoemde kunststoffen krijgt de werparm zijn duurzaam elastisch vermogen (werpkracht). De modernere recurvebogen in de duurdere prijsklasse hebben het hout in de werparmen vervangen door een speciale kunststof (carbon-foam), waardoor de werparm niet alleen lichter (in gewicht) werd maar ook aan werpkracht toenam. 

### Trekkracht
De trekkracht van de werparmen wordt uitgedrukt in Engelse ponden, lbs.  Het trekgewicht wordt volgens de AMO standaard bepaald bij een gestandaardiseerde uittreklengte van 26,25 inch. Zo kan men het prestatievermogen van de bogen onderling vergelijken. Het trekgewicht kan variëren van circa 15 tot 50 lbs, er zijn nog wel zwaardere recurvebogen, deze zijn vooral voor de jacht bedoeld, zijn veelal niet demonteerbaar en vallen buiten de reikwijdte van dit artikel. Het middenstuk is zo gemaakt dat in de behuizing (de zogenaamde pocket) waar de werparmen ingestoken en/of bevestigd worden een schroefmechanisme zit dat de hoek waaronder de werparmen functioneren kan verstellen. Zo kan men het trekgewicht van de boog en het werpvermogen ongeveer 10% variëren. Dit blijkt een uitgelezen hulpmiddel bij het afstellen van de boog ook wel het tunen van de boog genoemd.

### Hulpmiddelen
Hulpmiddelen die bij het schieten met een recurveboog mogen worden gebruikt, zijn:
- een vizier
- een pijloplegger: de pijl rust op een flexibele 'draagarm' van kunststof of metaal. Deze wordt vrijwel altijd in combinatie met een button gebruikt.
- een button: zorgt voor een optimalisatie van de 'boogschuttersparadox', het typische vluchtgedrag van de pijl tijdens het passeren van het middenstuk.
- de stabilisatoren: deze houden de boog in balans en op zijn plaats tijdens de lancering en passage van de pijl voorbij het middenstuk.
- een clicker: door de pijl onder een metalen stripje van veerstaal door te trekken, krijgt de schutter een auditief signaal bij een vooraf bepaalde treklengte, waarna gelost kan worden.
- de limbsavers: rubberen schokdempers die op de werparmen geplaatst worden.
- een boogspanner: om op een veilige wijze de pees op de boog te spannen.
- een armbeschermer, deze beschermt de binnenkant van de onderarm bij de terugslag van de pees;
- een vingerbeschermer of schietleertje, meestal tab genoemd. De tab beschermt de vingers van de trekhand tijdens het loslaten van de pees;
- een borstbeschermer: deze voorkomt dat de pees achter de kleding blijft hangen en beschermt ook de borst;
- een vinger- of boogsling, deze zorgt ervoor dat de boog na het wegschieten van de pijl niet uit de hand kan vallen;
- een pijlkoker of pijlenkoker: deze draagt men aan de trekhandzijde, de heup of op de rug.
- een boogstandaard: als er niet geschoten wordt, wordt de boog veilig geparkeerd op een boogstandaard.
- een nokpunt of twee nokpunten, op z'n Engels nockingpoint(s): een of twee markeringen op de pees die aangeeft waar precies de nok van de pijl op de pees geplaatst wordt.

## Handboogsport
De recurveboog wordt gebruikt bij alle (inter)nationale wedstrijden zoals het Europees Kampioenschap en de Aziatische Spelen. Bij de Olympische Spelen wordt alleen met een recurveboog geschoten. Het gebruik van accessoires is hierbij strak gereglementeerd. 